# 라트감자
라트감자(프랑스어: pomme de terre ratte 폼드테르 라트[*]) 또는 아스파라거스감자(덴마크어: asparges kartoffel 아스파르게스 카르토펠[*])는 질감이 부드럽고 고소한 맛이 나는 작은 감자이다. 원산지는 덴마크나 프랑스로 추정된다.

## 사진

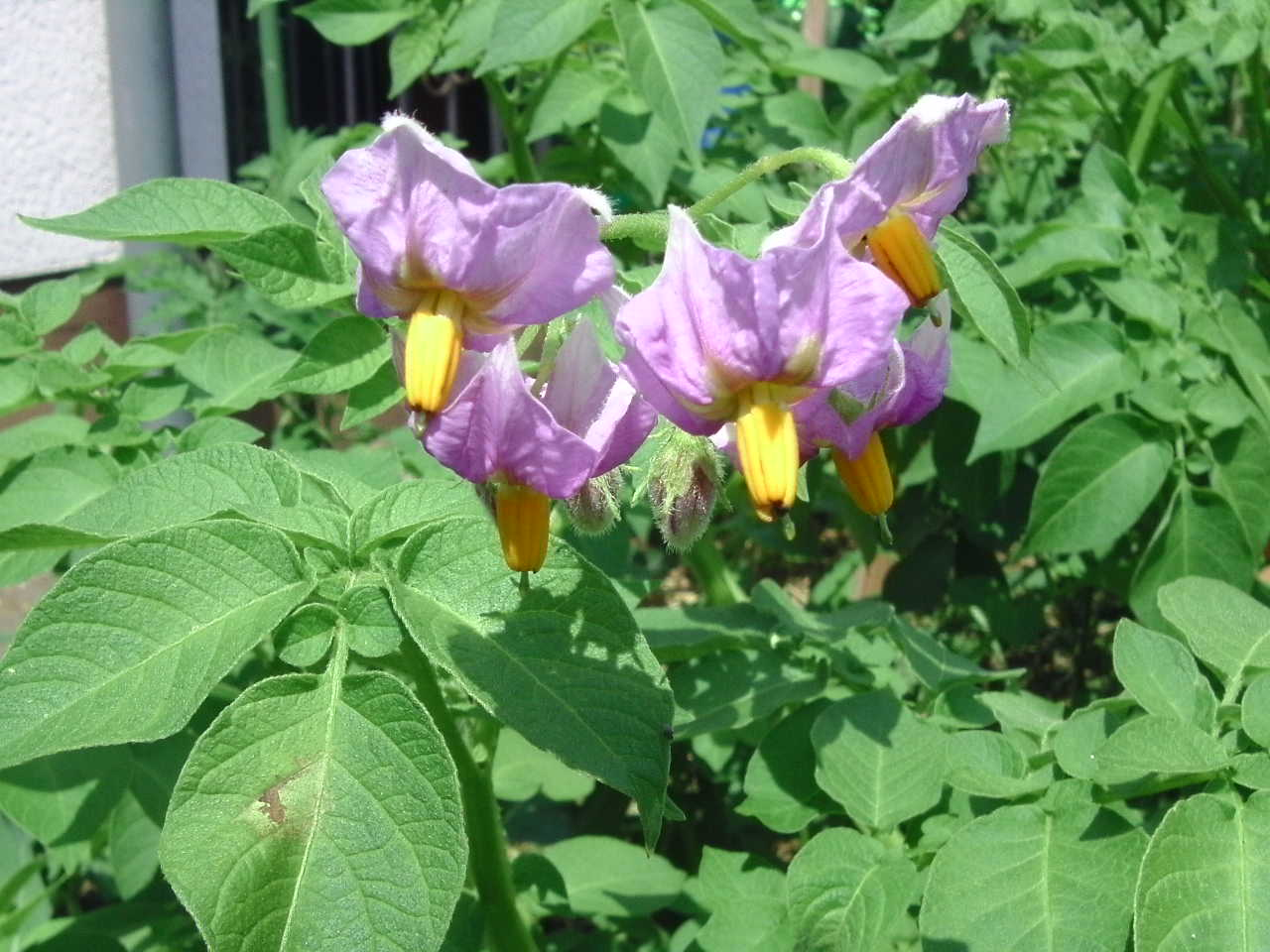
라트감자 꽃
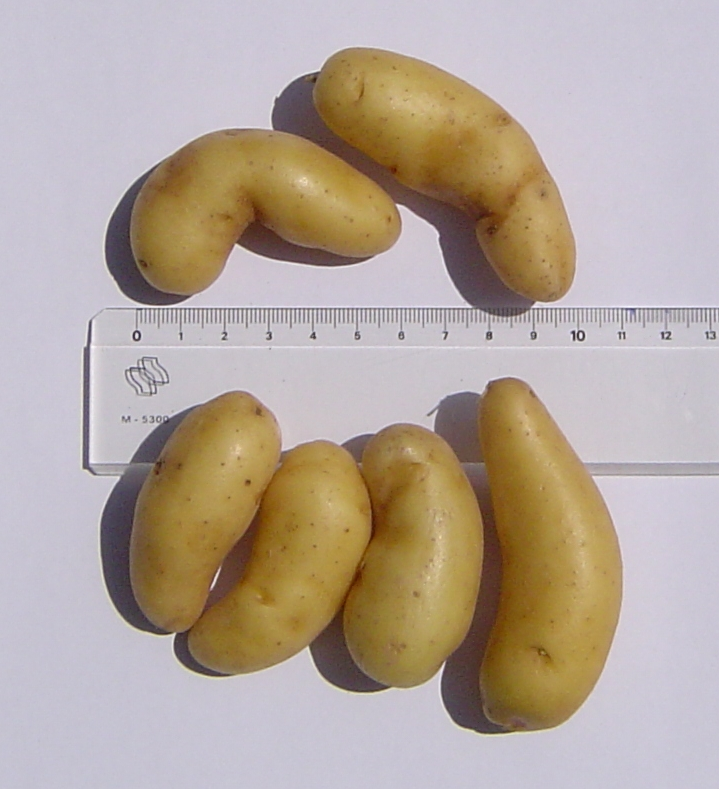
라트감자
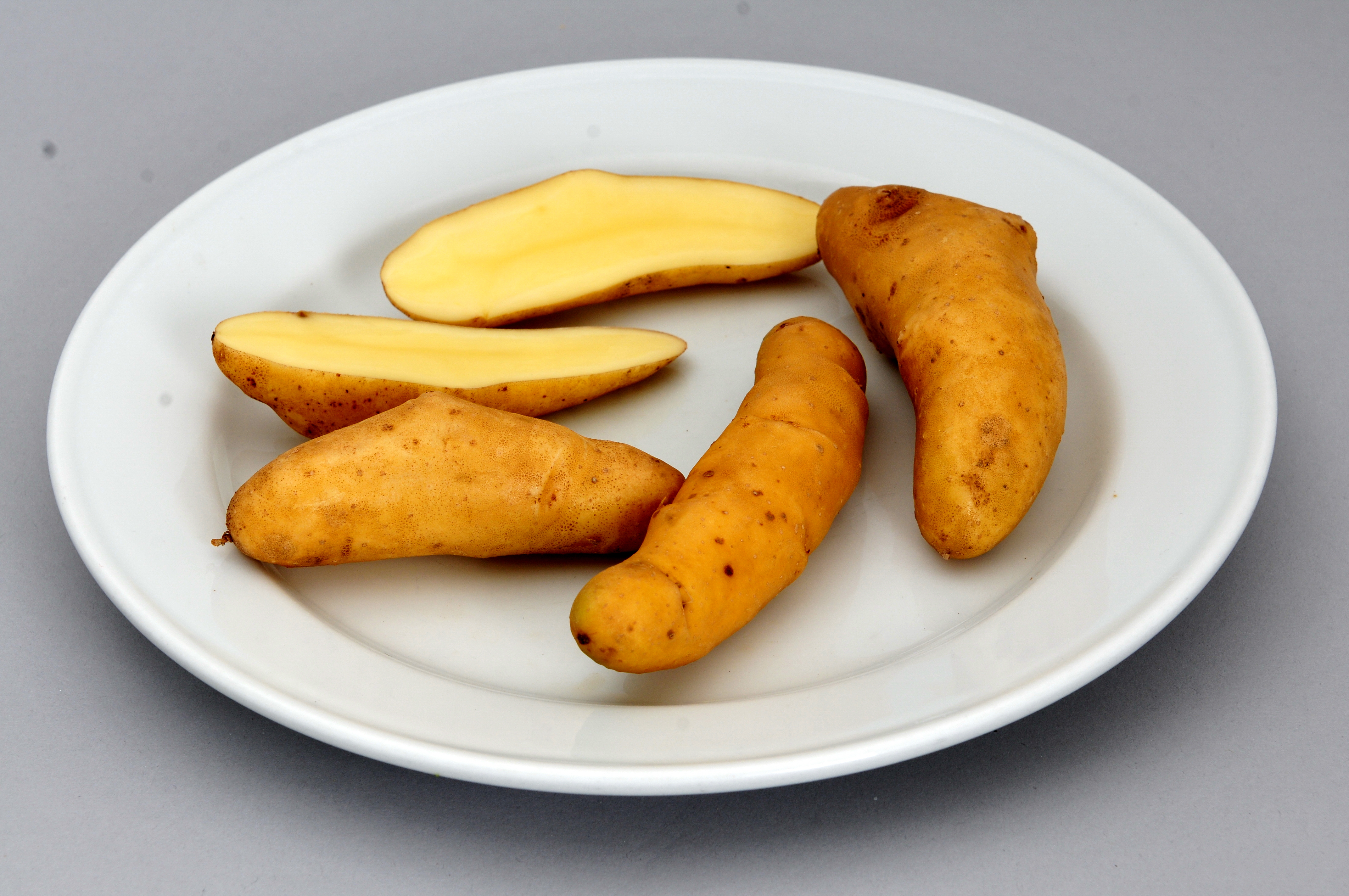
라트감자 단면

## 같이 보기
- 손가락감자